# واخووتسه
واخووتسه (به لاتین: Łachowce) یک روستا در لهستان است که در گمینا تلاتن واقع شده‌است. واخووتسه ۱۸۰ نفر جمعیت دارد.